# Seeya
Seeya è un singolo del produttore discografico canadese deadmau5 in collaborazione con la cantante statunitense Colleen d'Agostino, pubblicato il 27 maggio 2014 come secondo estratto dall'album in studio while(1<2).

## Descrizione
Il singolo è una revisione aggiornata di una strumentale inedita di Zimmerman, intitolata Seeya Next Tuesday.
Il singolo è stato incluso nella soundtrack del videogioco del 2016 Watch Dogs 2.

## Tracce
1. Seeya (feat. Colleen d'Agostino) – 6:39

## Classifiche
| Classifica (2006)                    | Posizione massima |
| ------------------------------------ | ----------------- |
| Billboard Top 40                     | 7                 |
| Billboard Hot AC                     | 18                |
| Billboard Hot Dance/Electronic Songs | 25                |